# Hans Barthelmess

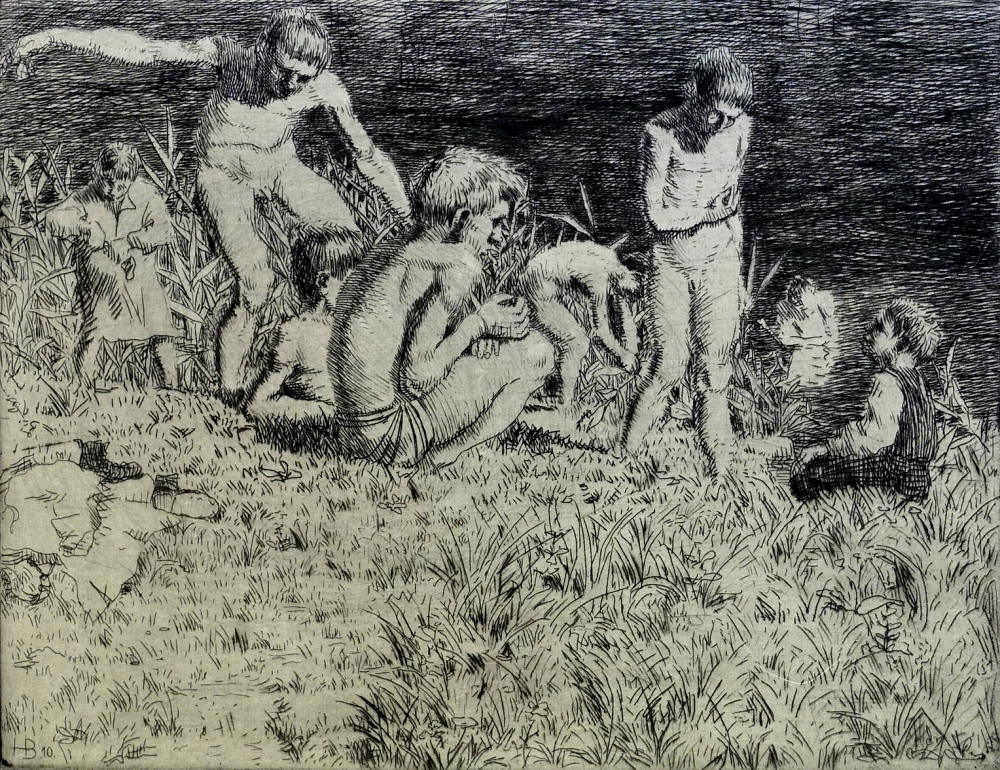
Badende Buben, 1910

Hans Barthelmess (* 5. Dezember 1887 in Erlangen; † 18. Juli 1916 bei Verdun) war ein deutscher Maler und Grafiker.

## Leben
Hans Barthelmess wurde bis 1906 zum Zeichenlehrer an der Kunsthochschule in Nürnberg ausgebildet.

Er studierte seit dem 27. Oktober 1906 an der Akademie der Bildenden Künste München bei Peter Halm und Adolf Schinnerer. Barthelmess setzte sein Studium an der Königlichen Akademie der bildenden Künste in Stuttgart bei Christian Landenberger fort. Auslandsaufenthalte: 1911 in Paris, 1913 in Italien. Ab 1912 studierte Hans Barthelmess Aktmalerei bei Franz von Stuck in München.

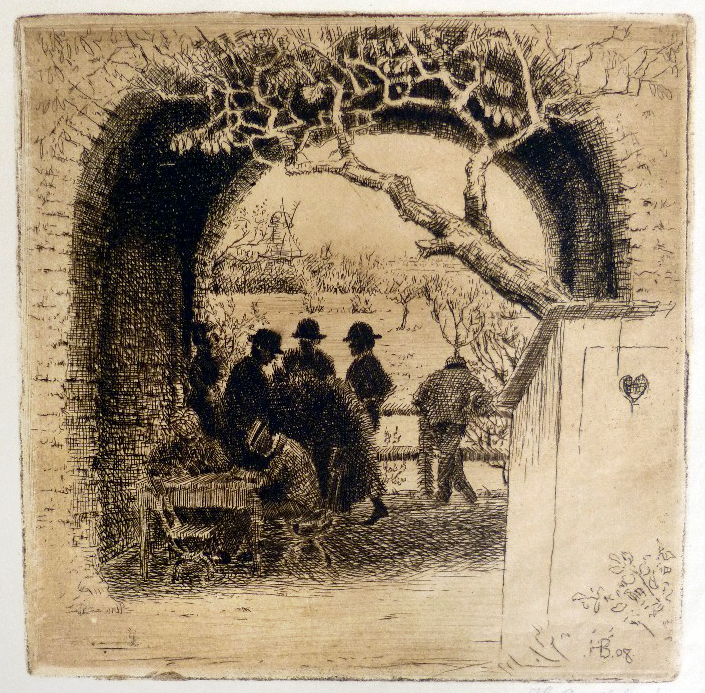
Ruine in Holland, 1908

Hans Barthelmess war Mitglied des Deutschen Künstlerbundes sowie im Münchner Kunstverein.
Während des Ersten Weltkriegs wurde Hans Barthelmess zum Militärdienst berufen und fiel am 18. Juli 1916 in der Schlacht um Verdun im Alter von 28 Jahren.
Im Jahre 1948 wurde eine Straße in Alt-Erlangen nach Hans Barthelmess benannt. 2017 widmete ihm das Stadtmuseum Erlangen eine eigene Ausstellung.

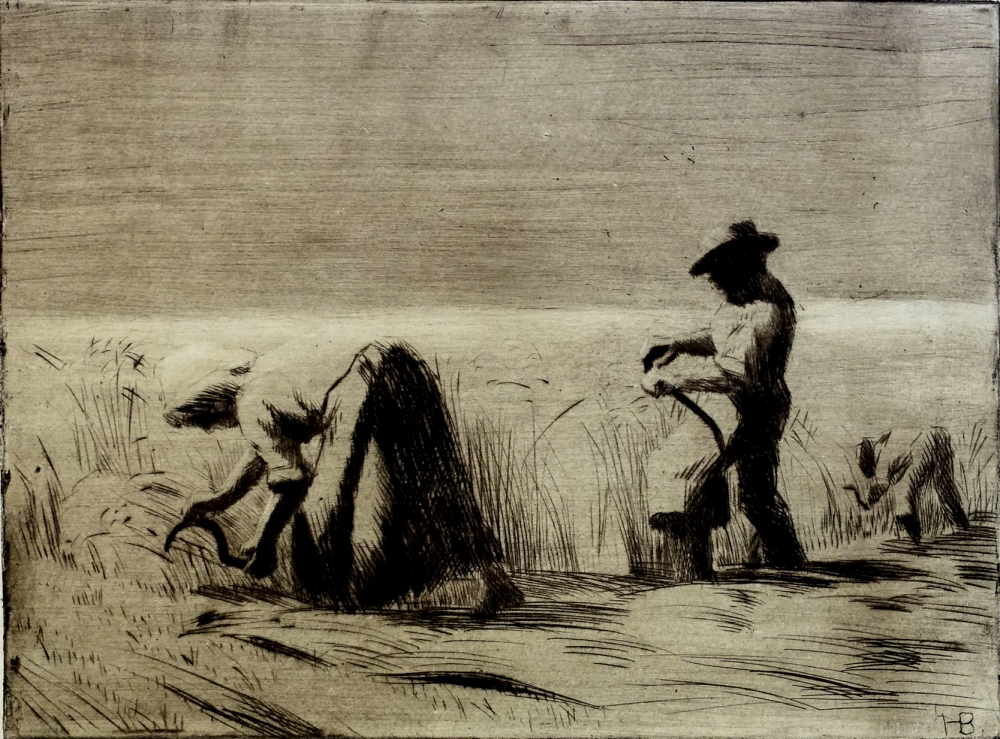
Ernte